# Lafoea adhaerens
Lafoea adhaerens är en nässeldjursart som beskrevs av Nutting 1901. Lafoea adhaerens ingår i släktet Lafoea och familjen Lafoeidae. Inga underarter finns listade i Catalogue of Life.